# Теллурократия
Теллурокра́тия (лат. tellūris, род. п. от tellūs «суша, земля, страна» + др.-греч. κράτος «власть»; «сухопутное могущество») — тип цивилизации или государственного устройства, который чётко связан с освоением материковых пространств, стремлением к присоединению (в том числе аннексии) сопредельных государств и колонизации обширных сухопутных регионов, последовательным проникновением вглубь материкового пространства. Теллурократические государства имеют определённую территорию и живущее на ней государствообразующее этническое большинство, вокруг которого и происходит дальнейшая экспансия. Классическим антонимом теллурократии является талассократия (контроль над водными пространствами), хотя в реальной жизни чистый тип того или иного государства наблюдается редко. Обычно имеет место сочетание теллурократических характеристик с талассократическими. В политической географии, геополитике и геоэкономике термин используется для объяснения могущества страны посредством её контроля над сушей. Теллурократию ассоциируют с понятием евразийство, а талассократию — с концепцией атлантизма.

## История
В теории, теллурократии традиционно приписывают следующие цивилизационные характеристики: осёдлый образ жизни (при этом переселенческая колонизация не исключается), консерватизм, постоянство юридических норм, наличие мощного бюрократического аппарата и центральной власти, сильная пехота, но слабый флот. Традиционно теллурократию приписывают евроазиатским и азиатским государствам (Китайская империя, Империя Великих Моголов, Золотая Орда, Джунгарское ханство, Московское царство и Российская империя) и другим. На практике все данные качества присутствуют далеко не всегда. Более того, те или иные народы и государства с течением времени эволюционируют в том или другом направлении. Так, Россия допетровских времён представляла собой типичное теллурократическое государство. После Петра I наблюдалось постепенное увеличение доли талассократических характеристик Российской империи, а затем и СССР, превратившегося в крупнейшую военно-морскую державу. Британская империя и США, напротив, долгое время являлись небольшими талассократическими государствами, но в течение XIX—XX веков увеличили свои теллурократические характеристики (колонизация Канады, Дикого Запада, Аляски, Австралии).